# Baltisch Pijpleidingsysteem

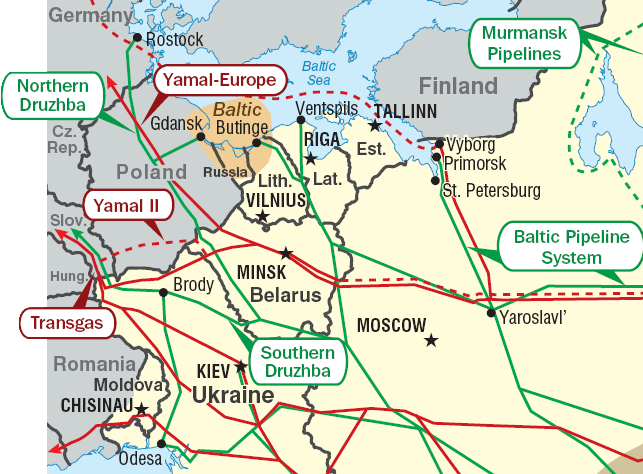
Pijpleidingen in Oost-Europa

Het Baltisch Pijpleidingsysteem (Russisch: Балтийская трубопроводная система; Baltiejskaja troebopovodnaja sistema) is een Russisch oliepijpleidingsysteem van het staatsbedrijf Transneft. 

## BPS-1
Over het Baltisch Pijpleidingsysteem-1 (BPS-1) wordt olie getransporteerd vanuit het aardolieveld Timan-Petsjora (Nenetsië), West-Siberië (vooral Chanto-Mansië) en de regio Wolga-Oeral (vooral Tatarije) naar het havenstadje Primorsk aan de oostzijde van de Finse Golf. De belangrijkste elementen worden gevormd door:
- een pijpleiding van Jaroslavl naar Kirisji;
- een oliepompstation van Kirisji;
- een pijpleiding van Kirisji naar Primorsk;
- een olieterminal in Primorsk.

Het project werd opgestart in 1997 en de constructie werd voltooid in 2001. In november 2006 bereikte het systeem zijn volle geplande capaciteit met 1,480 miljoen vaten per dag, ofwel 74 miljoen ton olie per jaar. De totale investering in de pijplijn bedroeg circa 2,5 miljard dollar. Met deze pijplijn werd de exportroute via de Baltische Staten minder belangrijk.
Tijdens de plannings- en constructiefasen werd het project bekritiseerd door natuurbeschermers. Dit was met name vanwege de kwetsbaarheid van de Oostzeeregio en de nabijheid van de haven van Primorsk bij het natuurreservaat Berjozovye ostrova (Berkeneilanden), een belangrijk vogelreservaat, dat is beschermd door de Conventie van Ramsar.

## BPS-2
Tussen juni 2009 en 2013 werd een tweede pijplijn, BPS-2, aangelegd en in werking gesteld. Deze tak loopt vanaf de Droezjba-pijpleiding bij Oenetsja nabij de Russisch-Wit-Russische grens naar de terminal bij Oest-Loega aan de Finse Golf, een afstand van 1000 kilometer. Er is verder een 172-kilometer lange aftakking naar de olieraffinaderij van Kinef, onderdeel van Soergoetneftegaz, bij Kirisji. Er is in totaal zo'n 1170 kilometer aan leidingen gelegd.
Deze pijplijn werd in twee etappes gebouwd, de eerste fase kwam officieel in gebruik in maart 2012 en de tweede fase in december 2013. De capaciteit van de eerste fase is 30 miljoen ton olie per jaar en met de tweede fase kwam daar 20 miljoen ton bij. Het project vergde een totale investering van US$ 4 miljard.